# Dinomyrmex gigas
Camponotus gigas
Espèce
Dinomyrmex gigas est une espèce de fourmis géantes des forêts du Sud-Est asiatique. Décrite en 1802 par Pierre-André Latreille et nommée Camponotus gigas, elle a été déplacée du genre Camponotus au genre monospécifique Dinomyrmex en 2016.
Les ouvrières mesurent 21 mm et les soldats 28 mm. Le miellat constitue 90 % de leur régime alimentaire, mais elles consomment également des insectes ou des déjections d'oiseaux. Cette fourmi est un fouisseur efficace, sachant mobiliser grâce à des modes de communication efficaces. Une poignée de ces fourmis peuvent se retrouver la nuit pour engager une bataille rituelle. Ces combats peuvent durer plusieurs mois.
Les colonies sont généralement de l'ordre de 7 000 ouvrières réparties de manière inégale entre plusieurs nids. Elles fouissent principalement la nuit, mais certaines restent en dehors du nid pendant la journée.

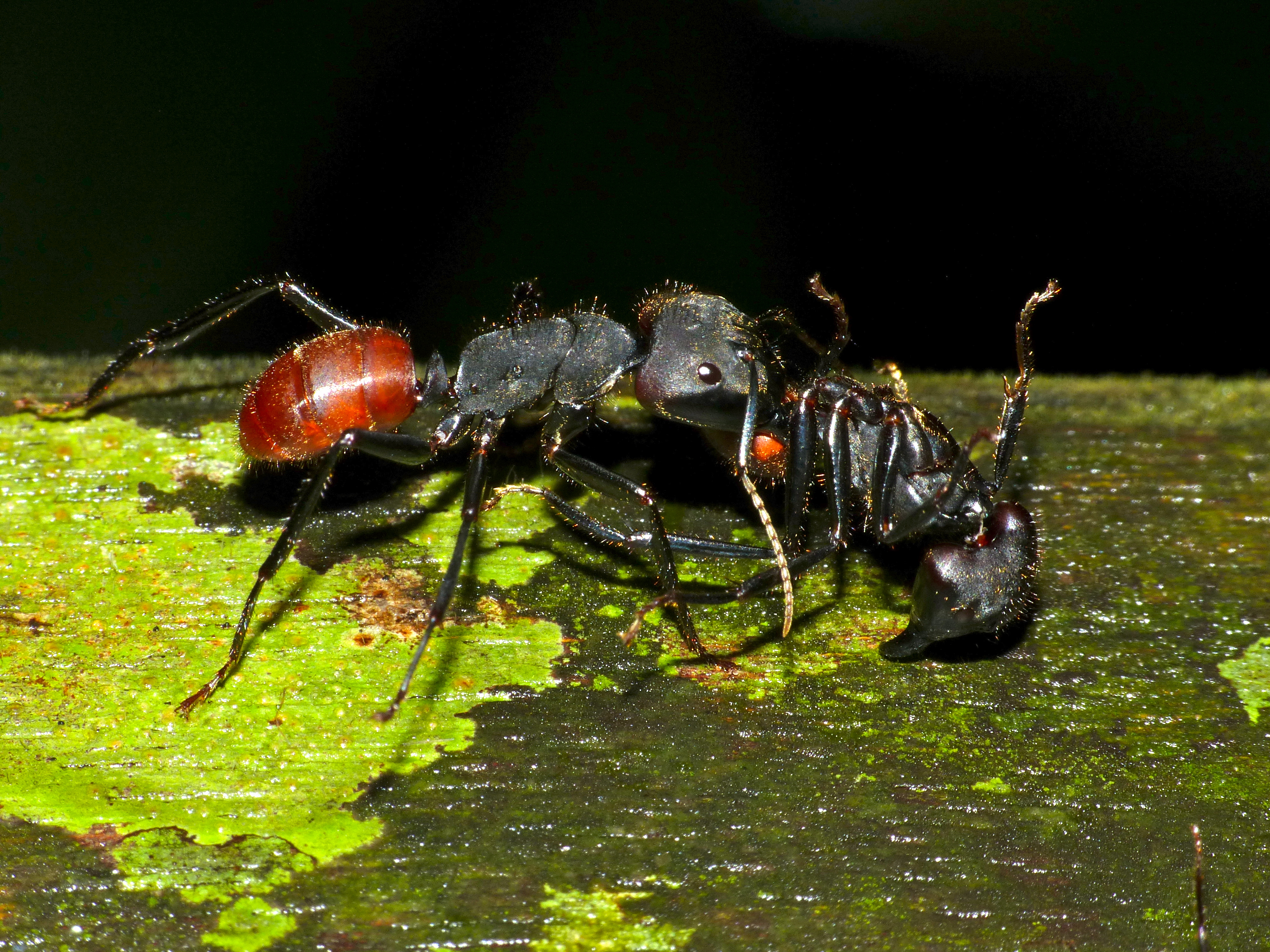
Fourmi géante Camponotus gigas, parc national de Gunung Mulu, Sarawak, île de Bornéo, Malaisie

## Liste des sous-espèces
Selon (en) BioLib : Dinomyrmex gigas (consulté le 15 septembre 2019) :
- sous-espèce Dinomyrmex gigas borneensis (Emery, 1887)
- sous-espèce Dinomyrmex gigas gigas (Latreille, 1802)